# Rio Santa Quitéria
Der Rio Santa Quitéria ist zusammen mit seinem Oberlauf Rio Central ein etwa 118 km langer rechter Nebenfluss des Rio São Francisco Verdadeiro im Westen des brasilianischen Bundesstaats Paraná.

## Etymologie und Geschichte

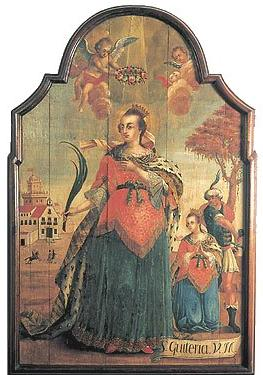
Bildnis der Heiligen Quitéria (in Iguaraçu, Pernambuco)

Der Fluss wurde nach der Heiligen Quiteria genannt, einer Märtyrerin des 2. Jahrhunderts n. Chr., die vorwiegend in Portugal, Spanien und Frankreich sowie im Nordosten Brasiliens verehrt wird.

## Geografie

### Lage
Das Einzugsgebiet des Rio Santa Quitéria befindet sich auf dem Terceiro Planalto Paranaense (Dritte oder Guarapuava-Hochebene von Paraná).

### Verlauf
Das Quellgebiet des Rio Central liegt im Munizip Santa Tereza do Oeste auf 735 m Meereshöhe etwa 8 km nordöstlich des Hauptorts am Straßenkreuz der BR-277 mit der BR-163.
Der Fluss verläuft in nordwestlicher Richtung. Nach etwa 30 km verlässt er das Munizip Santa Tereza do Oeste und bildet die südliche Grenze des Munizips Toledo zu seinem südlichen Nachbarn São Pedro do Iguaçu. Nach 40 km kreuzt er die PR-585. Ab hier trägt er den Namen Rio Santa Quitéria. Er bildet nun die südliche Grenze von Ouro Verde do Oeste zunächst zu São Pedro do Iguaçu und dann bis zu seiner Mündung zu São José das Palmeiras.
Er mündet auf 242 m Höhe von links in den Rio São Francisco Verdadeiro. Er ist etwa 118 km lang.

### Munizipien im Einzugsgebiet
Am Rio Santa Quitéria liegen die sechs Munizipien
- Santa Tereza do Oeste
- Cascavel
- Toledo
- Ouro Verde do Oeste
- São Pedro do Iguaçu
- São José das Palmeiras.